# Lutocin (gemeente)
De gemeente Lutocin is een landgemeente in het Poolse woiwodschap Mazovië, in powiat Żuromiński.
De zetel van de gemeente is in Lutocin.
Op 30 juni 2004 telde de gemeente 4656 inwoners.

## Oppervlakte gegevens
In 2002 bedroeg de totale oppervlakte van gemeente Lutocin 126,03 km², waarvan:
- agrarisch gebied: 72%
- bossen: 20%

De gemeente beslaat 15,66% van de totale oppervlakte van de powiat.

## Demografie
Stand op 30 juni 2004:
| Omschrijving                   | Totaal | Totaal | Vrouwen | Vrouwen | Mannen | Mannen |
| ------------------------------ | ------ | ------ | ------- | ------- | ------ | ------ |
| eenheid                        | aantal | %      | aantal  | %       | aantal | %      |
| inwoners                       | 4656   | 100    | 2348    | 50,4    | 2308   | 49,6   |
| bevolkingsdichtheid (inw./km²) | 36,9   | 36,9   | 18,6    | 18,6    | 18,3   | 18,3   |

In 2002 bedroeg het gemiddelde inkomen per inwoner 1229,58 zł.

## Aangrenzende gemeenten
Bieżuń, Lubowidz, Rościszewo, Skrwilno, Żuromin